# Canton de Bourg
Le canton de Bourg est une ancienne division administrative française située dans le département de la Gironde et la région Aquitaine.

## Géographie
Ce canton était organisé autour de Bourg dans l'arrondissement de Blaye. Son altitude variait de 0 m (Bayon-sur-Gironde) à 92 m (Saint-Trojan) pour une altitude moyenne de 39 m.

## Composition
Le canton de Bourg regroupait 15 communes et comptait 13 049 habitants (population municipale) au 1er janvier 2010.
| Nom                    | Code Insee | Intercommunalité       | Superficie (km2) | Population (dernière pop. légale) | Densité (hab./km2) |
| ---------------------- | ---------- | ---------------------- | ---------------- | --------------------------------- | ------------------ |
| Bayon-sur-Gironde      | 33035      | CC de Blaye            | 5,70             | 706 (2014)                        | 124                |
| Bourg                  | 33067      | CC du Grand Cubzaguais | 10,54            | 2 203 (2014)                      | 209                |
| Comps                  | 33132      | CC de Blaye            | 1,66             | 524 (2014)                        | 316                |
| Gauriac                | 33182      | CC de Blaye            | 5,54             | 780 (2014)                        | 141                |
| Mombrier               | 33285      | CC du Grand Cubzaguais | 4,25             | 401 (2014)                        | 94                 |
| Lansac                 | 33228      | CC du Grand Cubzaguais | 6,00             | 717 (2014)                        | 120                |
| Prignac-et-Marcamps    | 33339      | CC du Grand Cubzaguais | 9,66             | 1 393 (2014)                      | 144                |
| Pugnac                 | 33341      | CC du Grand Cubzaguais | 13,53            | 2 297 (2014)                      | 170                |
| Saint-Ciers-de-Canesse | 33388      | CC de Blaye            | 6,80             | 806 (2014)                        | 119                |
| Saint-Seurin-de-Bourg  | 33475      | CC de Blaye            | 2,47             | 395 (2014)                        | 160                |
| Saint-Trojan           | 33486      | CC du Grand Cubzaguais | 3,05             | 340 (2014)                        | 111                |
| Samonac                | 33500      | CC de Blaye            | 3,90             | 446 (2014)                        | 114                |
| Tauriac                | 33525      | CC du Grand Cubzaguais | 10,51            | 1 306 (2014)                      | 124                |
| Teuillac               | 33530      | CC du Grand Cubzaguais | 7,15             | 909 (2014)                        | 127                |
| Villeneuve             | 33551      | CC de Blaye            | 4,63             | 391 (2014)                        | 84                 |

## Démographie
| 1990   | 1999   | 2006   | 2011   | 2012   |
| ------ | ------ | ------ | ------ | ------ |
| 12 175 | 12 325 | 12 627 | 13 205 | 13 340 |

## Représentation

### Conseillers généraux de 1833 à 2015
| Période | Période          | Identité                              | Étiquette                         | Qualité                                                                                                   |
| ------- | ---------------- | ------------------------------------- | --------------------------------- | --- |
| 1833    | 1845             | Louis Pascault                        |                                   | Avoué à la Cour royale de Bordeaux propriétaire à Bourg                                                   |
| 1845    | 1848             | Édouard Lelièvre de La Grange         | Majorité gouvernementale          | Ancien diplomate, propriétaire à Blaye Député (1837-1848, 1849-1851) Sénateur (1852-1870)                 |
| 1848    | 1852             | Léopold Pascault (fils de L.Pascault) |                                   | Avoué à la Cour de Bordeaux                                                                               |
| 1852    | 1861             | Thibaut Lucien Gellibert              |                                   | Président du Tribunal de première instance de Bordeaux Propriétaire à Blaye, conseiller d'arrondissement  |
| 1861    | 1863 (démission) | Jean Numa Chambor                     |                                   | Ancien notaire, maire de Gauriac (1848-1852)                                                              |
| 1863    | 1870             | Jean-Octave Pujo (1809-1880)          | Bonapartiste                      | Docteur en médecine, maire de Saint-Ciers-de-Canesse (1852-1877)                                          |
| 1871    | 1889             | Bernard Dupouy                        | Républicain                       | Avocat à Bordeaux Député (1873-1879) Sénateur (1879-1896)                                                 |
| 1889    | 1902 (décès)     | Théophile Goujon                      | Républicain                       | Propriétaire à Gauriac Ancien conseiller de préfecture Député (1893-1902)                                 |
| 1902    | 1907             | Martin Cailleux                       | Républicain de droite             | Avocat, maire de Comps, conseiller d'arrondissement                                                       |
| 1907    | 1908 (décès)     | Paul Auguste Roger Chenu-Lafitte      | Rad.                              | Propriétaire à Bourg                                                                                      |
| 1908    | 1931             | Pierre-André Abadie                   | Alliance démocratique et radicale | Propriétaire, médecin - Maire de Bourg (1888-1896 et 1912-1919)                                           |
| 1931    | 1940             | Édouard Pessonnier                    | Alliance démocratique et radicale | Viticulteur, médecin, maire de Lansac, conseiller d'arrondissement Nommé conseiller départemental en 1943 |
|         |                  |                                       |                                   | |
| 1945    | 1967             | Pierre Régnier                        | SFIO puis DVG                     | Avocat et propriétaire, maire de Gauriac (1925-1969)                                                      |
| 1967    | 1979             | Étienne Lucas                         | CNI                               | Viticulteur Maire de Teuillac (1965-1979)                                                                 |
| 1979    | 2004             | Claude Broy                           | PS                                | Enseignant Maire de Bayon-sur-Gironde (1977-2001), député suppléant de Bernard Madrelle (1978-1986)       |
| 2004    | 2013 (décès)     | Max Jean-Jean                         | PS                                | Employé de banque Maire de Prignac-et-Marcamps                                                            |
| 2013    | 2015             | Nathalie Junin                        | PS                                | Expert-comptable 1re adjointe au maire de Bourg-sur-Gironde                                               |

### Conseillers d'arrondissement (de 1833 à 1940)
Le canton de Bourg avait deux conseillers d'arrondissement.
| Période                                  | Période      | Identité                             | Étiquette                         | Qualité |
| ---------------------------------------- | ------------ | ------------------------------------ | --------------------------------- | --- |
| 1833                                     | 1834         | M. Marsaud                           |                                   | Ancien capitaine de vaisseau                                                                                |
| 1833                                     | 1836         | Augustin Chambor                     |                                   | Notaire, maire de Gauriac (1822-1846)                                                                       |
| 1834                                     | 1839         | M. Gellibert                         |                                   | Médecin à Bourg                                                                                             |
| 1836                                     | 1842         | Jean Louis Marie Daleau (1796-1860)  |                                   | Notaire, maire de Bourg                                                                                     |
| 1842                                     | 1848         | Panis Labourdette (1794-1872)        |                                   | Juge de paix et propriétaire à Bourg                                                                        |
| 1845                                     | 1852         | Thibaut Lucien Gellibert (1800-1883) |                                   | Président du Tribunal civil de Blaye                                                                        |
|                                          |              |                                      |                                   | |
| 1874                                     | 1886         | Edgar Robert                         | Bonapartiste                      | Maire de Mombrier                                                                                           |
| 1880                                     | 1886         | Paul Pujo                            | Bonapartiste puis Républicain     | Maire de Saint-Ciers-de-Canesse                                                                             |
|                                          | 1886         | M. Brossard de Marsillac             | Royaliste                         | Propriétaire à Bourg-sur-Gironde                                                                            |
| 1886                                     | 1902         | Martin Cailleux                      | Républicain de droite             | Avocat, maire de Comps                                                                                      |
| 1886                                     | 1907 (décès) | Léonce Moulinet                      | Républicain de droite             | Médecin, ancien maire de Bourg, Président du Conseil d'arrondissement                                       |
| 1904                                     | 1910         | Gustave Sudre                        | Républicain                       | Maire de Bourg                                                                                              |
| 1907                                     | 1919         | M. Arnaud                            |                                   | |
| 1910                                     | 1922         | M. Charlot                           | Républicain                       | |
| 1919                                     | 1928         | Marcel Servel                        | Radical                           | Propriétaire à Bourg                                                                                        |
| 1922                                     | 1934         | Gabriel Martineau                    | Alliance démocratique et radicale | Maire de Villeneuve                                                                                         |
| 1928                                     | 1931         | Édouard Pessonnier                   | Alliance démocratique et radicale | Viticulteur, médecin, maire de Lansac                                                                       |
| 1931                                     | 1934         | Aristide Cathelineau                 | Radical                           | Propriétaire à Saint-Seurin-de-Bourg                                                                        |
| 1934                                     | 1940         | M. Égal                              | Alliance démocratique et radicale | Ancien maire de Bourg                                                                                       |
| 1934                                     | 1940         | M. Duporte                           | Alliance démocratique et radicale | Maire de Tauriac                                                                                            |
| 1940                                     |              |                                      |                                   | Les conseils d'arrondissement ont été suspendus par la loi du 12 octobre 1940 et n'ont jamais été réactivés |
| Les données manquantes sont à compléter. |              |                                      |                                   | |

Source : Journal Le Courrier de l'Ain sur le site des archives départementales.